# Marmore (torrente)
Il Marmore (pron. fr. AFI: [maʁmɔʁ]) è il principale torrente della Valtournenche, in Valle d'Aosta, ed è affluente di sinistra della Dora Baltea.

## Toponimo
Il toponimo si pronuncia secondo le regole della lingua francese, con l'accento sulla 'o' e la 'e' finale muta (marmòr).

## Percorso
Il torrente Marmore prende forma dal lago Goillet. Durante il suo percorso riceve diversi affluenti che nascono dai numerosi ghiacciai della valle. Percorre nella sua lunghezza la Valtournenche, attraversa il gouffre des Busserailles a Valtournenche e infine si getta nella Dora Baltea all'altezza di Châtillon.
Il torrente è sfruttato per produrre energia idroelettrica ed alimenta la centrale di Châtillon, nel comune omonimo e la centrale di Covalou, ad Antey-Saint-André.
.